# Calamagrostis debilis
Calamagrostis debilis är en gräsart som beskrevs av Joseph Dalton Hooker. Calamagrostis debilis ingår i släktet rör, och familjen gräs.
Artens utbredningsområde är Sikkim. Inga underarter finns listade i Catalogue of Life.